# Planeta gigante

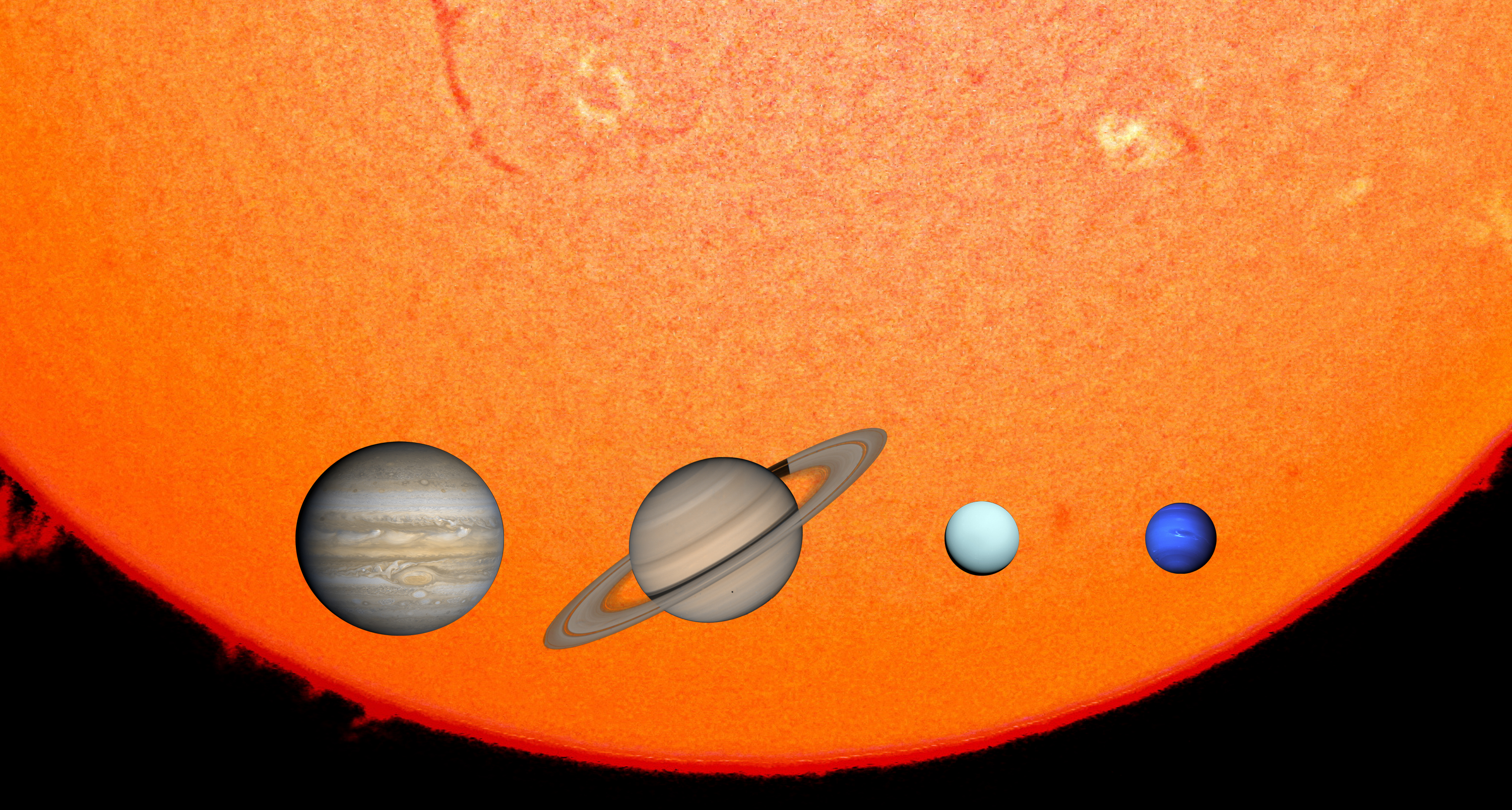
Os quatro planetas gigantes do Sistema Solar emcomparação ao Sol, em escala

Massas relativas dos planetas gigantes do Sistema Solar exterior

Os planetas gigantes constituem um tipo diverso de planeta muito maior do que a Terra. São geralmente compostos principalmente de materiais de baixo ponto de ebulição (gases ou gelo), em vez de rocha ou outra matéria sólida, mas também podem existir planetas sólidos massivos. Existem quatro planetas gigantes conhecidos no Sistema Solar: Júpiter, Saturno, Urano e Netuno. Muitos exoplanetas gigantes foram identificados orbitando outras estrelas.
Planetas gigantes às vezes também são chamados de planetas jovianos, em homenagem a Júpiter ("Jove" é outro nome para o deus romano "Júpiter"). Também são conhecidos como gigantes gasosos. No entanto, muitos astrônomos agora aplicam o último termo apenas a Júpiter e Saturno, classificando Urano e Netuno, que têm composições diferentes, como gigantes gelados. Ambos os nomes são potencialmente enganosos: todos os planetas gigantes consistem principalmente de fluidos acima de seus pontos críticos, onde não existem fases distintas de gás e líquido. Os principais componentes são hidrogênio e hélio no caso de Júpiter e Saturno, e água, amônia e metano no caso de Urano e Netuno.
As diferenças definidoras entre uma anã marrom de massa muito baixa e um gigante gasoso (~13 MJ) são debatidas. Parte do debate é se as "anãs marrons" devem, por definição, ter experimentado a fusão nuclear em algum momento de sua história.

## Terminologia
O termo gigante gasoso foi cunhado em 1952 pelo escritor de ficção científica James Blish e foi originalmente usado para se referir a todos os planetas gigantes. Pode-se argumentar que é um nome impróprio, porque na maior parte do volume desses planetas a pressão é tão alta que a matéria não está na forma gasosa. Com exceção das camadas superiores da atmosfera, toda matéria provavelmente está além do ponto crítico, onde não há distinção entre líquidos e gases. Planeta fluido seria um termo mais preciso. Júpiter também possui hidrogênio metálico próximo ao centro, mas muito de seu volume é hidrogênio, hélio e vestígios de outros gases acima de seus pontos críticos. As atmosferas observáveis de todos esses planetas (a menos de uma unidade de profundidade óptica) são muito finas em comparação com seus raios, estendendo-se apenas talvez 1% do caminho até o centro. Assim, as porções observáveis são gasosas (em contraste com Marte e a Terra, que têm atmosferas gasosas através das quais a crosta pode ser vista).
O termo um tanto enganoso se popularizou porque os cientistas planetários normalmente usam rocha, gás e gelado como abreviações para classes de elementos e compostos comumente encontrados como constituintes planetários, independentemente da fase da matéria. No Sistema Solar externo, o hidrogênio e o hélio são chamados de gases; água, metano e amônia como gelados; e silicatos e metais como rocha. Quando os interiores planetários profundos são considerados, pode não estar muito longe dizer que, por gelado, os astrônomos querem dizer oxigênio e carbono, por rocha eles significam silício, e por gás eles significam hidrogênio e hélio. As muitas maneiras pelas quais Urano e Netuno diferem de Júpiter e Saturno levaram alguns a usar o termo apenas para planetas semelhantes aos dois últimos. Com essa terminologia em mente, alguns astrônomos começaram a se referir a Urano e Netuno como gigantes gelados para indicar a predominância dos gelado (na forma fluida) em sua composição interior.
O termo alternativo planeta joviano refere-se ao deus romano Júpiter, cuja forma genitiva é Jovis, portanto, Joviano, e pretendia indicar que todos esses planetas eram semelhantes a Júpiter.
Objetos grandes o suficiente para iniciar a fusão de deutério (acima de 13 massas de Júpiter para a composição solar) são chamados de anãs marrons e ocupam a faixa de massa entre os grandes planetas gigantes e as estrelas de menor massa. O ponto de corte da massa de 13 Júpiter (MJ) é uma regra prática, e não algo de significado físico preciso. Objetos maiores queimarão a maior parte de seu deutério e os menores queimarão apenas um pouco, e o valor de 13 MJ está em algum lugar no meio. A quantidade de deutério queimado depende não só da massa, mas também da composição do planeta, especialmente da quantidade de hélio e deutério presentes. O Extrasolar Planets Encyclopaedia inclui objetos com até 60 massas de Júpiter, e o Exoplanet Data Explorer até 24 massas de Júpiter.

## Descrição

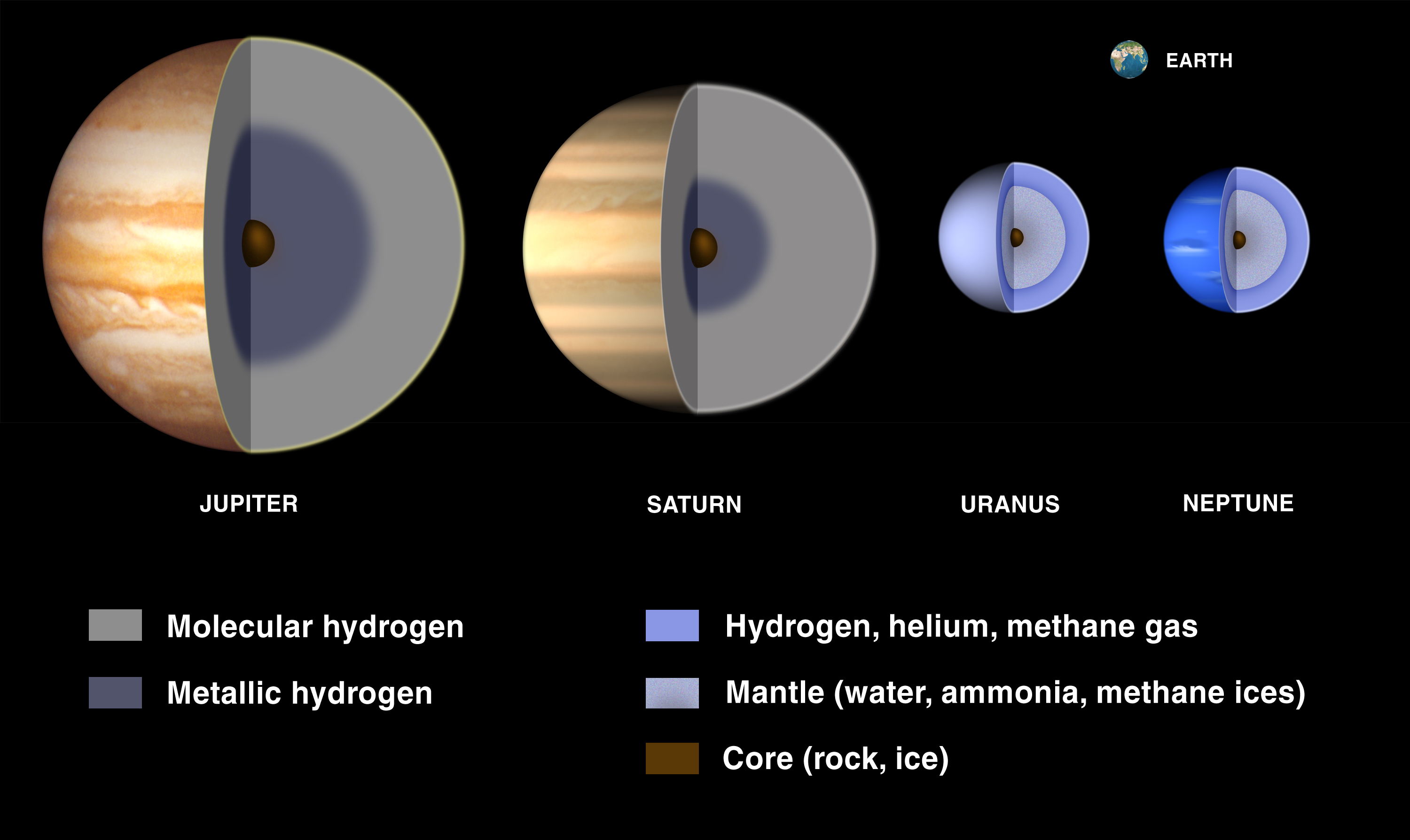
Esses recortes ilustram modelos internos de planetas gigantes. Júpiter é mostrado com um núcleo rochoso coberto por uma camada profunda de hidrogênio metálico

Um planeta gigante é um planeta enorme e possui uma atmosfera densa de hidrogênio e hélio. Podem ter um núcleo denso derretido de elementos rochosos, ou o núcleo pode ter se dissolvido completamente e se dispersado por todo o planeta se o planeta estiver quente o suficiente. Em planetas gigantes "tradicionais", como Júpiter e Saturno (gigantes gasosos), hidrogênio e hélio constituem a maior parte da massa do planeta, enquanto eles formam apenas um envelope externo em Urano e Netuno, que são compostos principalmente de água, amônia e metano e, portanto, cada vez mais referidos como "gigantes gelados".
Os exoplanetas gigantes que orbitam muito perto de suas estrelas são os mais fáceis de detectar. São chamados de Júpiteres quentes e Netunos quentes porque têm temperaturas de superfície muito altas. Os Júpiteres quentes eram, até o advento dos telescópios espaciais, a forma mais comum de exoplaneta conhecido, devido à relativa facilidade de detectá-los com instrumentos terrestres.
Costuma-se dizer que planetas gigantes carecem de superfícies sólidas, mas é mais correto dizer que carecem de superfícies, uma vez que os gases que os constituem simplesmente se tornam cada vez mais finos com o aumento da distância dos centros dos planetas, eventualmente se tornando indistinguíveis do meio interplanetário. Portanto, pousar em um planeta gigante pode ou não ser possível, dependendo do tamanho e da composição de seu núcleo.

## Subtipos

### Gigantes gasosos

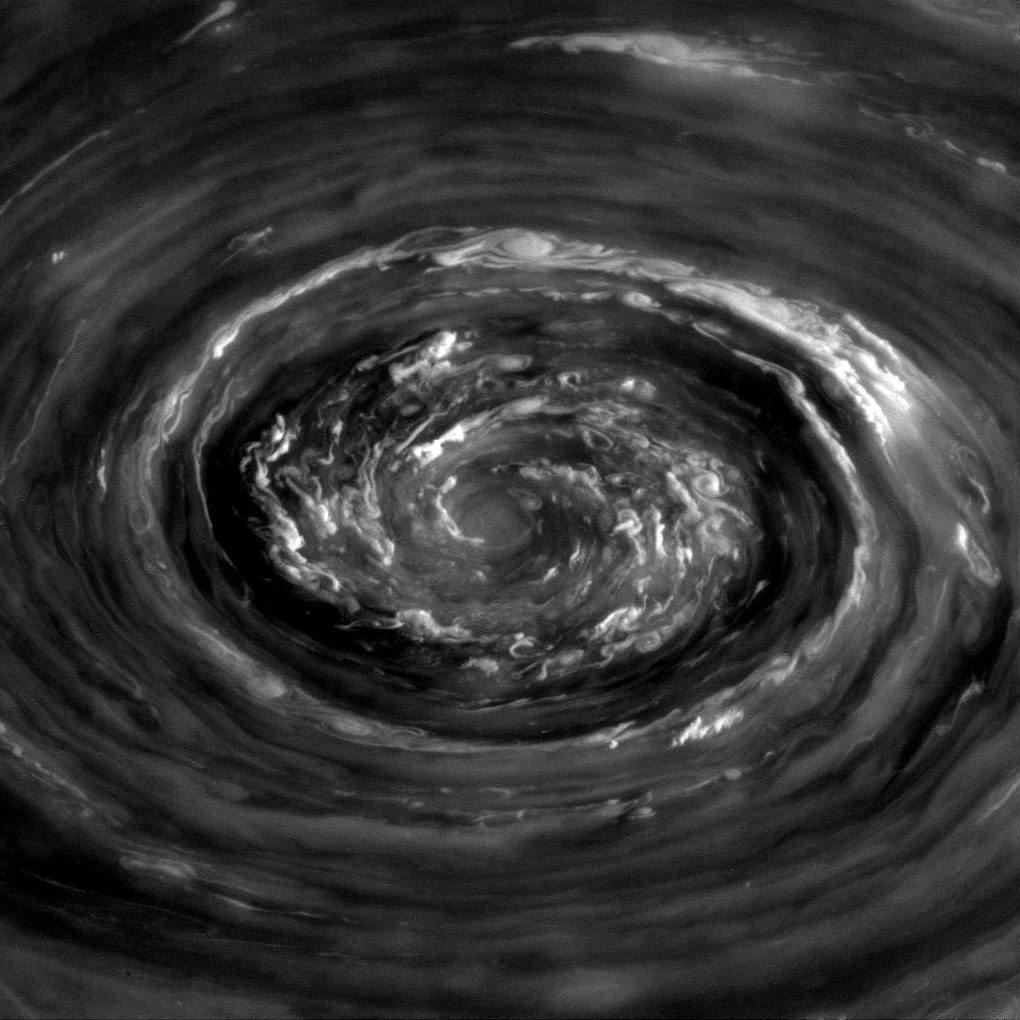
Vórtice polar norte de Saturno

Os gigantes gasosos consistem principalmente de hidrogênio e hélio. Os gigantes gasosos do Sistema Solar, Júpiter e Saturno, têm elementos mais pesados que compõem entre 3 e 13% de sua massa. Acredita-se que os gigantes gasosos consistam em uma camada externa de hidrogênio molecular, envolvendo uma camada de hidrogênio metálico líquido, com um provável núcleo fundido com uma composição rochosa.
A porção mais externa de Júpiter e Saturno da atmosfera de hidrogênio tem muitas camadas de nuvens visíveis que são compostas principalmente de água e amônia. A camada de hidrogênio metálico forma a maior parte de cada planeta e é chamada de "metálica" porque a pressão muito alta transforma o hidrogênio em um condutor elétrico. O núcleo é pensado para consistir em elementos mais pesados em altas temperaturas (20.000 K) e pressões que suas propriedades são mal compreendidas.

### Gigantes gelados
Os gigantes gelados têm composições interiores distintamente diferentes dos gigantes gasosos. Os gigantes gelados do Sistema Solar, Urano e Netuno, têm uma atmosfera rica em hidrogênio que se estende do topo das nuvens até cerca de 80% (Urano) ou 85% (Netuno) de seu raio. Abaixo disso, eles são predominantemente "gelados", isto é, consistem principalmente de água, metano e amônia. Também existe alguma rocha e gás, mas várias proporções de gelo-rocha-gás podem imitar gelo puro, de modo que as proporções exatas são desconhecidas.
Urano e Netuno têm camadas atmosféricas muito nebulosas com pequenas quantidades de metano, dando-lhes cores água-marinha; azul claro e ultramar, respectivamente. Ambos possuem campos magnéticos fortemente inclinados em relação aos seus eixos de rotação.
Ao contrário de outros planetas gigantes, Urano tem uma inclinação extrema que faz com que suas estações sejam severamente pronunciadas. Os dois planetas também têm outras diferenças sutis, mas importantes. Urano tem mais hidrogênio e hélio do que Netuno, apesar de ser menos massivo no geral. Netuno é, portanto, mais denso e tem muito mais calor interno e uma atmosfera mais ativa. O modelo de Nice, de fato, sugere que Netuno se formou mais perto do Sol do que Urano e, portanto, deveria ter mais elementos pesados.

### Planetas sólidos massivos
Também podem existir planetas sólidos massivos.
Planetas sólidos com até milhares de massas terrestres podem ser capazes de se formar em torno de estrelas massivas (estrelas de classe B e de classe O; 5-120 massas solares), onde o disco protoplanetário conteria elementos pesados o suficiente. Além disso, essas estrelas têm alta radiação ultravioleta e ventos que podem fotoevaporar do gás no disco, deixando apenas os elementos pesados. Para efeito de comparação, a massa de Netuno é igual a 17 massas da Terra, Júpiter tem 318 massas da Terra e o limite de 13 massas de Júpiter usado na definição de trabalho da União Astronómica Internacional de um exoplaneta é igual a aproximadamente 4.000 massas da Terra.

### Super-inchados
Um Planeta super-inchado é um tipo de exoplaneta com uma massa apenas algumas vezes maior do que a da Terra, mas um raio maior do que Netuno, o que lhe confere uma densidade média muito baixa. São mais frios e menos massivos do que os Júpiteres quentes inchados de baixa densidade.
Os exemplos mais extremos conhecidos são os três planetas em torno do Kepler-51, todos do tamanho de Júpiter, mas com densidades abaixo de 0.1 g/cm3.

## Exoplanetas gigantes

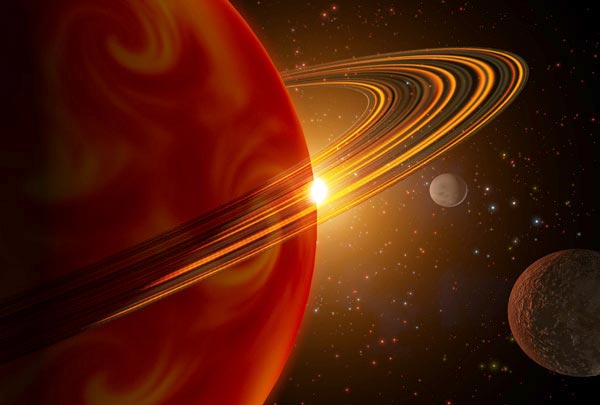
Uma concepção artística de 79 Ceti b, o primeiro exoplaneta gigante encontrado com uma massa mínima menor que Saturno

Comparação de tamanhos de planetas de uma determinada massa com diferentes composições

Por causa das técnicas limitadas atualmente disponíveis para detectar exoplanetas, muitos dos encontrados até agora eram de um tamanho associado, no Sistema Solar, a planetas gigantes. Como se infere que esses grandes planetas compartilham mais em comum com Júpiter do que com outros planetas gigantes, alguns afirmam que "planeta joviano" é um termo mais preciso para eles. Muitos dos exoplanetas estão muito mais próximos de suas estrelas-mãe e, portanto, muito mais quentes do que os planetas gigantes do Sistema Solar, tornando possível que alguns desses planetas sejam de um tipo não observado no Sistema Solar. Considerando a abundância relativa dos elementos do universo (aproximadamente 98% de hidrogênio e hélio), seria surpreendente encontrar um planeta predominantemente rochoso com mais massa do que Júpiter. Por outro lado, modelos de formação de sistemas planetários sugeriram que planetas gigantes seriam inibidos de se formar tão perto de suas estrelas quanto muitos dos exoplanetas gigantes orbitam.

## Atmosferas
As faixas vistas na atmosfera de Júpiter são devidas a correntes de material contra-circulantes chamadas zonas e cinturões, circundando o planeta paralelamente ao seu equador. As zonas são as faixas mais claras e estão em altitudes mais elevadas na atmosfera. Têm uma corrente ascendente interna e são regiões de alta pressão. As faixas são as faixas mais escuras, são mais baixas na atmosfera e possuem corrente descendente interna. São regiões de baixa pressão. Essas estruturas são um tanto análogas às células de alta e baixa pressão na atmosfera da Terra, mas têm uma estrutura muito diferente, faixas latitudinais que circundam todo o planeta, em oposição a pequenas células confinadas de pressão. Isso parece ser o resultado da rotação rápida e da simetria subjacente do planeta. Não há oceanos ou massas de terra que causem aquecimento local e a velocidade de rotação é muito maior do que a da Terra.
Existem estruturas menores também: manchas de diferentes tamanhos e cores. Em Júpiter, a mais notável dessas características é a Grande Mancha Vermelha, que está presente há pelo menos 300 anos. Essas estruturas são grandes tempestades. Alguns desses pontos também são nuvens de tempestade.